# سوزان كلارك
سوزان كلارك هي منتجة أفلام وممثلة كندية، ولدت في 8 مارس 1940 في كندا.

## أعمال

### مسلسلات
- ويبستر

## وصلات خارجية
- سوزان كلارك على موقع IMDb (الإنجليزية)
- سوزان كلارك على موقع ألو سيني (الفرنسية)
- سوزان كلارك على موقع أول موفي (الإنجليزية)
- سوزان كلارك على موقع قاعدة بيانات الأفلام السويدية (السويدية)
- سوزان كلارك على موقع إن إن دي بي (الإنجليزية)
- سوزان كلارك على موقع قاعدة بيانات الفيلم (الإنجليزية)
- سوزان كلارك على موقع كينوبويسك (الروسية)